# Dominic Marconi
Dominic Anthony Marconi (ur. 13 marca 1927 w Newark, New Jersey) – amerykański duchowny katolicki, biskup pomocniczy Newark w latach 1976-2002.

## Życiorys
Święcenia kapłańskie otrzymał w dniu 30 maja 1953 i inkardynowany został do rodzinnej archidiecezji. 
3 maja 1976 papież Paweł VI mianował go biskupem pomocniczym Newark ze stolicą tytularną Bure. Sakry udzielił mu ówczesny zwierzchnik archidiecezji abp Peter Leo Gerety. Na emeryturę przeszedł 1 lipca 2002.